# Melville, New York
Melville är en så kallad census-designated place i Huntingtons kommun i Suffolk County på Long Island i delstaten New York. Orten är belägen i östra delen av New Yorks storstadsregion. Vid 2010 års folkräkning hade Melville 18 985 invånare.